# Juniperia succinea
Juniperia succinea är en insektsart som först beskrevs av Van Duzee 1916.  Juniperia succinea ingår i släktet Juniperia och familjen vedstritar. Inga underarter finns listade i Catalogue of Life.